# Eugene Monroe
Pour les articles homonymes, voir Monroe.
(en) Statistiques sur pro-football-reference
Eugene Christopher Monroe, né le 18 avril 1987 à Plainfield, dans l'état du New Jersey, est un joueur américain de football américain évoluant au poste d'offensive tackle.
Étudiant à l'Université de Virginie, il joue pour les Cavaliers de l'université de Virginie en NCAA Division I FBS.
Il est sélectionné en 8e choix global lors du premier tour de la draft 2009 de la NFL par la franchise des Jaguars de Jacksonville. Il y joue jusqu'en 2012 et est échangé aux Ravens de Baltimore au cours de la saison 2013. Il prend sa retraite de la NFL après la saison  2015 à la suite d'inquiétudes concernant un traumatisme crânien subi au cours de sa carrière,,.
Monroe est un ardent défenseur de l'usage médical du cannabis et est connu pour avoir été le premier joueur actif de la NFL à contester publiquement la politique de la ligue sur la question.